# Jacques F. Acar
Jacques F. Acar (13 d'abril de 1931 - 27 de març de 2020) va ser un metge i microbiòleg francès especialitzat en antibiòtics.

## Biografia
Acar va deixar Senegal el 1948 per als seus estudis a la Facultat de medicina de París. Es va graduar en 1954 i va completar el seu servei militar com a metge de camp a l'Àfrica subsahariana. Va ser nomenat cap de la clínica de malalties infeccioses a l'Hospital Bichat-Claude Bernard a París el 1962.
El 1966 es va convertir en cap de Departament de Microbiologia Mèdica i Malalties Infeccioses a l'Hospital Sant-Joseph a París, romanent allí fins a 1999. A el mateix temps, va ser cap de Microbiologia Mèdica a l'Hospital Broussais. Va ser professor de microbiologia mèdica a la Universitat Pierre i Marie Curie des de 1973 fins a 1980, i va ser cap del departament des de 1980 fins 2000.
Acar va ser president del grup de treball de l'Organització Mundial de la Salut sobre resistència als antimicrobians entre 1992 i 1996. Es va exercir com a editor en cap de Microbiologia Clínica i Infecció des de 1995 fins a 2000, i expert per a l'Organització Mundial de Sanitat Animal des de 1999 fins a la seva mort. El 2015, es va convertir en part d'un grup de treball del Ministeri de Salut francès per la resistència als antimicrobians.

## Mort
Després d'una conferència als Estats Units, Acar va ser hospitalitzat el 22 de març de 2020 i va morir de COVID-19 el 27 de març. La seva mort va ser molt plorada en el món científic, inclosos molts dels seus antics alumnes i col·legues, com el professor Didier Raoult.
Al llarg de la seva carrera, Jacques F. Acar va organitzar seminaris i ensenyaments en més de 20 països de tot el món. Va ser autor de més de 500 publicacions.